# The Online Adventures of Ozzie the Elf
Pour plus de détails, voir Fiche technique et Distribution.
The Online Adventures of Ozzie the Elf est un téléfilm d'animation américain réalisé par David Bleiman Ichioka et Ken Pontac, sorti en 1997.

## Fiche technique
Sauf indication contraire, les informations mentionnées dans cette section peuvent être confirmées par les bases de données cinématographiques IMDb et Allociné,  présentes dans la section « Liens externes ».
- Titre original : The Online Adventures of Ozzie the Elf
- Réalisation : David Bleiman Ichioka et Ken Pontac
- Scénario : Jenny Tripp
- Musique : Jim Latham
- Direction artistique : Paul Harrod
- Décors :
- Costumes :
- Animation : Christopher Calvi, John Campanaro, Todd Kurtzman, Tennessee Reid Norton et Brian Ormiston
- Photographie : Jo Carson
- Son :
- Montage : David Bleiman Ichioka
- Production : Leslie O'Connor
- Sociétés de production : AOL Studios, H. Beale Company et Will Vinton Studios
- Sociétés de distribution :
- Pays de production :  États-Unis
- Langue originale : anglais
- Genre : Animation
- Durée : 22 minutes
- Date de diffusion :
  - États-Unis : 13 décembre 1997

## Distribution
- Dan Castellaneta : Comet et Blitzen
- Cam Clarke : Ozzie
- Jim Cummings : le père Noël
- Kath Soucie : Clover
- Tom Kenny : le conducteur de bus Elf, l'Elf en chef et Reindeer
- Rob Paulsen : un elf et Donner